# Buôn bán loài hoang dã

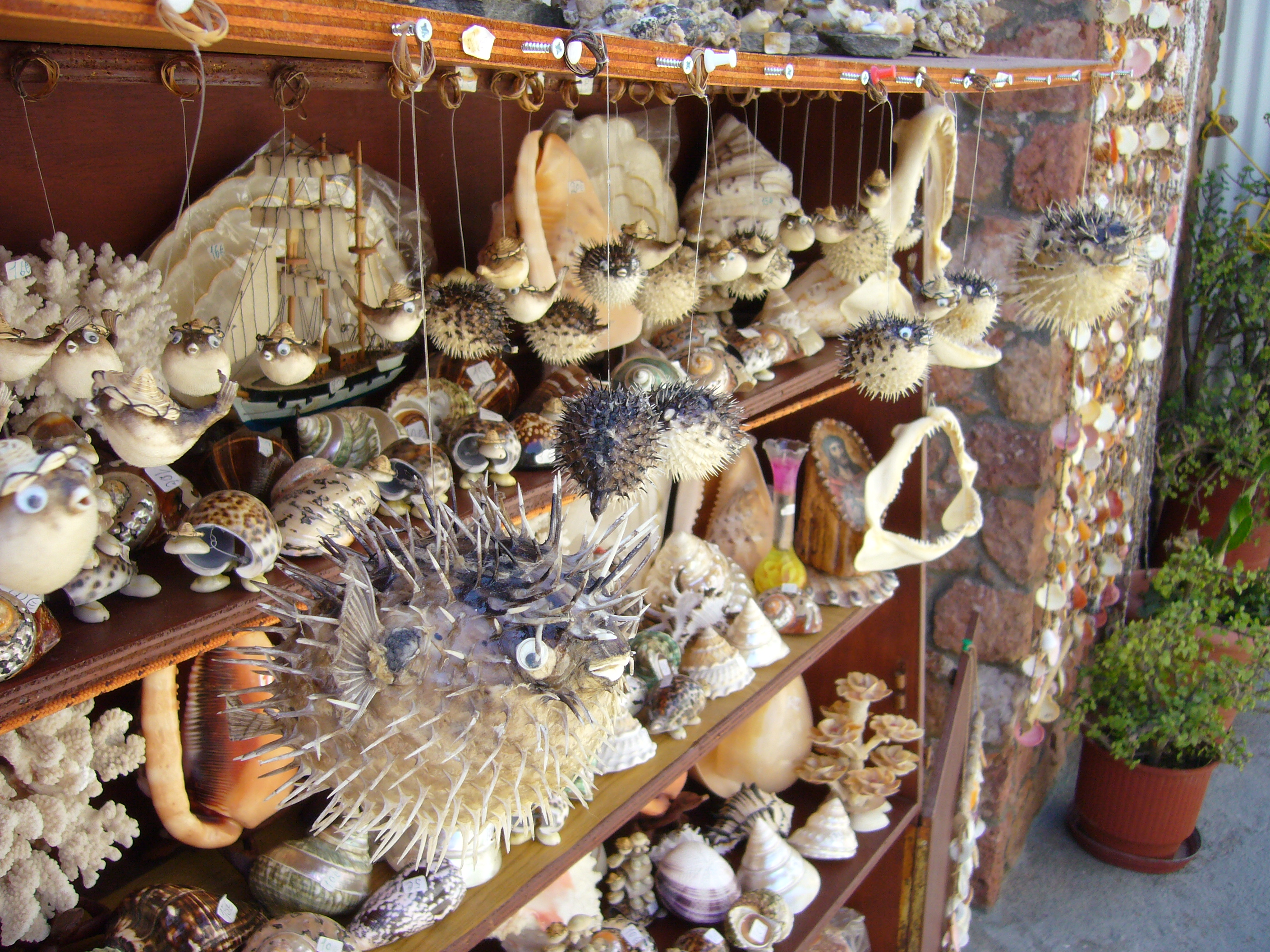
Các loại vỏ sò, san hô, hàm cá mập và cá đòn khô được bày bán ở Hy Lạp

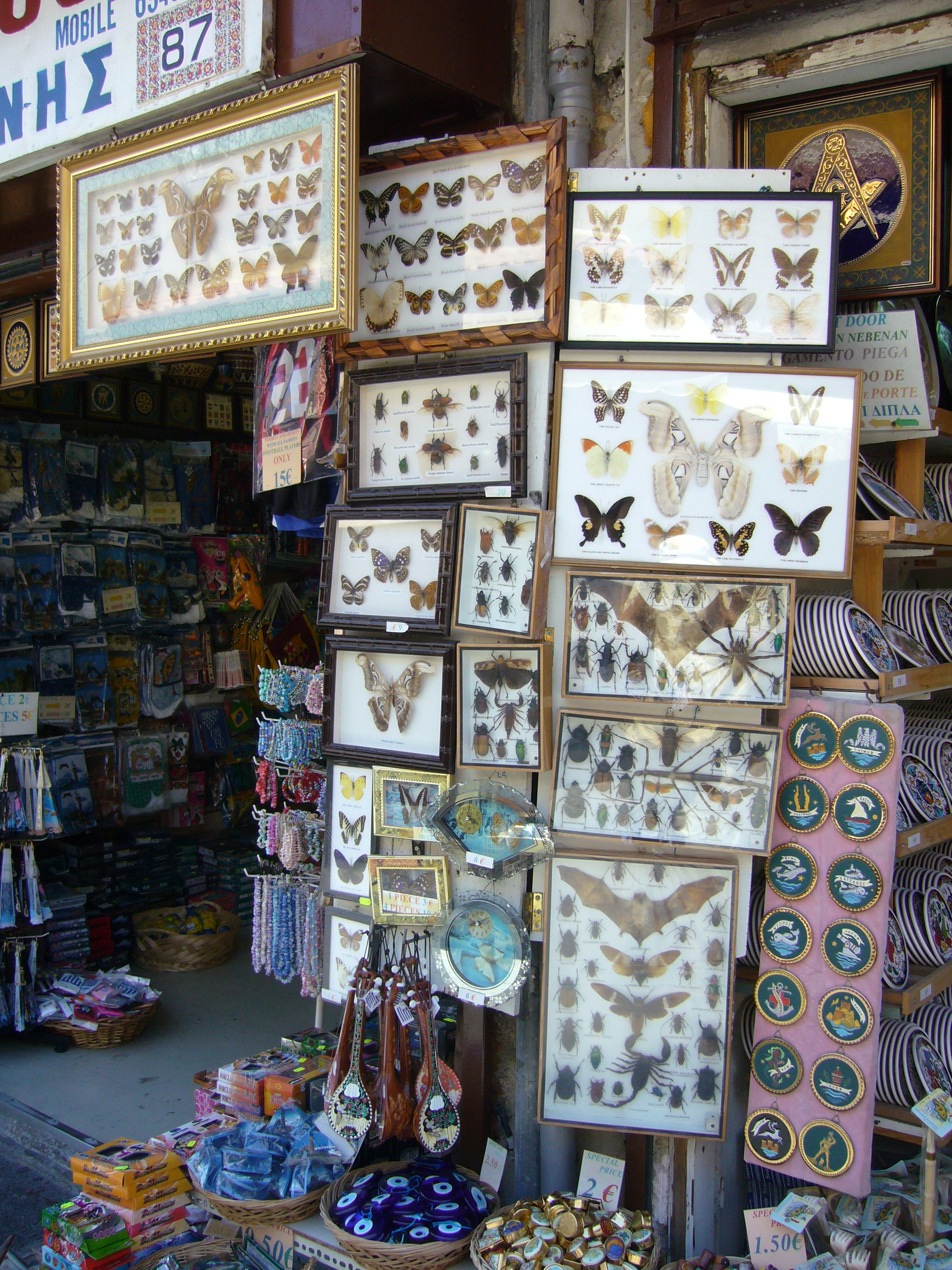
Bướm, bướm đêm, bọ cánh cứng, dơi, bọ cạp Hoàng đế và nhện tarantula đã đóng khung được bày bán ở Rhodes, Hy Lạp

Buôn bán loài hoang dã hay còn gọi là buôn bán động thực vật hoang dã là việc buôn bán các sản phẩm có nguồn gốc từ động vật hoặc thực vật chưa được thuần hóa thường được khai thác từ môi trường tự nhiên của chúng hoặc được nuôi trong các điều kiện được kiểm soát. Các sản phẩm có thể bao gồm các cá thể sống hoặc đã chết, các mô như da, xương hoặc thịt, hoặc các sản phẩm khác. Việc buôn bán động vật hoang dã hợp pháp được quy định bởi Công ước Liên hợp quốc về buôn bán quốc tế các loài động, thực vật hoang dã nguy cấp (CITES), hiện có 183 quốc gia thành viên (Parties).
Việc buôn bán động vật hoang dã bất hợp pháp xuất hiện tràn lan và trở thành một trong những hoạt động kinh tế bất hợp pháp lớn nhất, tương đương với lượng thuốc phiện và vũ khí bị buôn lậu Buôn bán động vật hoang dã là vấn đề liên quan đến sự bảo tồn môi trường nghiêm trọng, ảnh hưởng tiêu cực đến khả năng tồn tại của nhiều quần thể động vật hoang dã và là một trong những mối đe dọa lớn đối với sự tồn tại của các loài động vật có xương sống Buôn bán trái phép động vật hoang dã đã góp phần dẫn đến sự xuất hiện và lây lan của các bệnh truyền nhiễm mới ở người, bao gồm cả các loại virus mới xuất hiện.

## Thuật ngữ
Sử dụng động vật hoang dã là một thuật ngữ chung cho tất cả việc sử dụng các sản phẩm từ động vật hoang dã, bao gồm sử dụng cho mục đích nghi lễ hoặc tôn giáo, sự tiêu thụ thịt rừng và các hình thức buôn bán khác nhau. Việc sử dụng động vật hoang dã thường liên quan đến săn bắn hoặc săn trộm. Buôn bán động vật hoang dã có thể được phân thành buôn bán hợp pháp và bất hợp pháp, và cả hai đều có thể có thị trường nội địa (địa phương hoặc quốc gia) hoặc quốc tế, nhưng chúng thường liên quan với nhau.

## Lý do quan tâm
Các hình thức buôn bán hoặc sử dụng động vật hoang dã khác nhau (sử dụng, săn bắt, bẫy, thu hái hoặc khai thác quá mức) là mối đe dọa lớn thứ hai đối với các loài động vật có vú đang tronng tình trạng nguy hiểm và cũng được xếp hạng trong số mười mối đe dọa đầu tiên đối với các loài chim, động vật lưỡng cư và lớp tuế  Việc buôn bán động vật hoang dã đã đe dọa hệ sinh thái địa phương và khiến tất cả các loài phải chịu thêm áp lực vào thời điểm chúng đang đối mặt với các mối đe dọa như bị đánh bắt quá mức, ô nhiễm, nạo vét, phá rừng và các hình thức phá hủy môi trường sống khác. Trong chuỗi thức ăn, các loài ở bậc cao hơn đảm bảo rằng các loài ở dưới chúng không trở nên quá dồi dào (do đó kiểm soát số lượng của những loài ở dưới chúng). Động vật ở bậc thấp hơn thường không ăn thịt (mà thay vào đó là động vật ăn cỏ) và kiểm soát sự phong phú của các loài thực vật trong một vùng. Do số lượng rất lớn các loài bị loại bỏ khỏi hệ sinh thái, không thể không tránh khỏi việc các vấn đề môi trường sẽ xảy ra, ví dụ như việc đánh bắt quá mức, gây ra tình trạng dư thừa sứa.
Theo Liên hợp quốc, Tổ chức Y tế Thế giới và Tổ chức Động vật Hoang dã Thế giới, bệnh Coronavirus 2019 có liên quan đến sự tàn phá thiên nhiên, đặc biệt là nạn phá rừng, sự mất môi trường sống nói chung và buôn bán động, thực vật hoang dã. Người đứng đầu công ước của Liên hợp quốc về đa dạng sinh học cho biết: "Chúng tôi đã chứng kiến nhiều dịch bệnh xuất hiện trong những năm qua, chẳng hạn như Zika, Aids, Sars và Ebola, và tất cả chúng đều bắt nguồn từ các quần thể động vật sống trong áp lực do môi trường khắc nghiệt." Các chợ động vật hoang dã ở Trung Quốc cũng dính líu đến đợt bùng phát dịch SARS năm 2002 và đại dịch COVID-19. Người ta cho rằng môi trường thương mại đã tạo điều kiện tối ưu cho virus corona có nguồn gốc từ động vật gây ra cả hai đợt bùng phát đột biến và sau đó lây lan sang người

## Thực trạng chung

### Tỷ lệ sống khi vận chuyển
Trong một số trường hợp; chẳng hạn như việc bán tắc kè hoa từ Madagascar, các sinh vật được vận chuyển bằng thuyền hoặc qua đường hàng không đến người tiêu dùng. Tỷ lệ sống sót của những loài này là cực kỳ thấp (chỉ 1%). Điều này chắc chắn xảy ra bởi sự bất hợp pháp; các nhà cung cấp không thể mạo hiểm khiến những con tắc kè hoa bị phát hiện, do đó, không giao chúng một cách đơn giản. Do tỷ lệ sống sót rất thấp, điều đó cũng có nghĩa là số lượng sinh vật lớn hơn nữa (trong trường hợp này là tắc kè hoa) bị lấy đi khỏi hệ sinh thái, để bù đắp cho những tổn thất.

### Vấn đề chăm sóc
Nhiều động vật bị nhốt hàng tháng trời ở chợ để chờ bán. Phúc lợi của động vật bị buôn bán hầu như rất nghèo nàn, với đại đa số động vật không được hưởng lấy sự tự do cơ bản nhất để không phải chịu đau đớn, đói khát, đau khổ, khó chịu và có ít cơ hội để thể hiện những hành vi bình thường.

### Hậu quả cho người bản địa
Trong nhiều trường hợp, người dân bộ lạc đã trở thành nạn nhân của thảm họa săn trộm. Do nhu cầu buôn bán trái phép động vật hoang dã gia tăng, người dân các bộ lạc thường là nạn nhân trực tiếp của các biện pháp thực hiện để bảo vệ động vật hoang dã. Họ bị ngăn cản săn bắt để kiếm thức ăn và thường xuyên bị đuổi khỏi vùng đất của họ một cách bất hợp pháp sau khi thành lập các khu bảo tồn thiên nhiên nhằm bảo vệ động vật. Những người thuộc bộ lạc thường bị buộc tội sai là góp phần vào sự suy giảm của các loài - ví dụ như trường hợp của Ấn Độ, họ phải chịu gánh nặng của các biện pháp chống săn trộm hổ, bất chấp lý do chính dẫn đến sự sụp đổ của quần thể hổ trong thế kỷ 20 là do sự săn lùng của thực dân châu Âu và giới tinh hoa Ấn Độ. Trên thực tế, trái với ý kiến chung, có bằng chứng mạnh mẽ cho thấy họ điều chỉnh và quản lý quần thể động vật một cách hiệu quả.

### Giám sát không hiệu quả
Khối lượng buôn bán quốc tế các mặt hàng động vật hoang dã là rất lớn và tiếp tục tăng. Theo phân tích của thống kê hải quan Hệ thống hài hòa năm 2012, nhập khẩu toàn cầu các sản phẩm từ ĐVHD lên tới 187 tỷ USD, trong đó thủy sản chiếm 113 tỷ USD; thực vật và lâm sản 71 tỷ USD; động vật phi thủy sản trị giá 3 tỷ USD bao gồm động vật sống, các bộ phận và các dẫn xuất
Tuy nhiên, hoạt động buôn bán loài vật hoang dã trên toàn cầu không được giám sát và tính toán hiệu quả do sự ràng buộc của Hệ thống mã HS được hải quan trên toàn thế giới sử dụng. Phần lớn loài vật hoang dã được nhập khẩu quốc tế chỉ được ghi nhận ở các danh mục chung như sản phẩm động thực vật mà không có chi tiết phân loại nào khác (điều này tương tự như nhập khẩu kim loại mà không ghi nhận dạng nguyên tố của chúng, ví dụ như đồng hoặc sắt). Người ta ước tính rằng gần 50% sản phẩm thực vật và 70% sản phẩm động vật được nhập khẩu dưới dạng các danh mục chung, ngoại trừ đối với thủy sản (khoảng 5%) do các hiệp định quản lý thủy sản đa phương yêu cầu đánh bắt cá cụ thể về phân loại Nhiều khu vực pháp lý dựa vào Mã HS được công bố của các lô hàng để phát hiện và truy tố hành vi nhập khẩu trái phép động vật hoang dã. Việc thiếu tính cụ thể của mã HS cản trở việc giám sát hiệu quả và truy xuất nguồn gốc buôn bán động vật hoang dã toàn cầu. Ngày càng có nhiều lời kêu gọi cải cách Hệ thống hài hòa để tăng cường giám sát và thực thi buôn bán động vật hoang dã toàn cầu

## Buôn bán trái phép động vật hoang dã

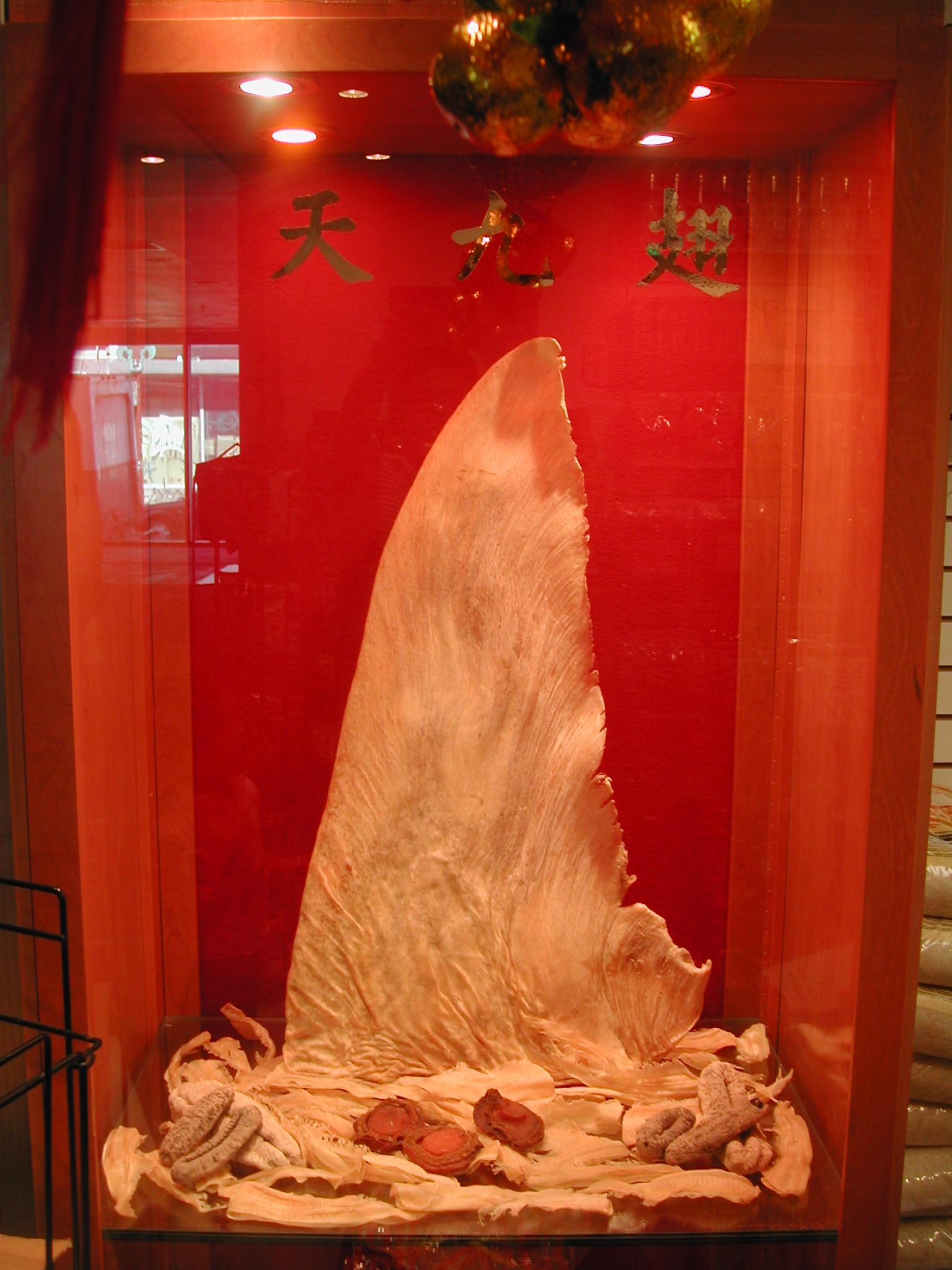
Vây cá mập để bán ở Hồng Kông

Interpol ước tính mức độ buôn bán trái phép động vật hoang dã từ 10 đến 20 tỷ USD mỗi năm. Trong khi thương mại mang tính toàn cầu, với các tuyến đường mở rộng đến mọi châu lục, các nhà bảo tồn cho rằng vấn đề nghiêm trọng nhất là ở Đông Nam Á. Ở đó kết nối thương mại với các thị trường trọng điểm Trung Quốc, Hoa Kỳ và Liên minh Châu Âu; thực thi pháp luật lỏng lẻo; kiểm soát biên giới yếu kém; và nhận thức về lợi nhuận cao và rủi ro thấp góp phần vào việc buôn lậu động vật hoang dã thương mại quy mô lớn. Mạng lưới Thực thi Động vật Hoang dã ASEAN (ASEAN-WEN), được hỗ trợ bởi Cơ quan Phát triển Quốc tế Hoa Kỳ và các nhà tài trợ bên ngoài, đã có sự phản ứng trước mạng lưới buôn bán động vật hoang dã bất hợp pháp trong khu vực.

### Ở châu Á
Các trung tâm thương mại đáng chú ý của hoạt động buôn bán động vật hoang dã bao gồm Sân bay Suvarnabhumi ở Bangkok, nơi cung cấp dịch vụ phản lực trực tiếp cho những kẻ buôn lậu đến châu Âu, Trung Đông, Bắc Mỹ và châu Phi. Chợ cuối tuần Chatuchak ở Bangkok là một trung tâm buôn bán trái phép động vật hoang dã nổi tiếng, và việc mua bán thằn lằn, động vật linh trưởng và các loài nguy cấp khác đã được ghi nhận rộng rãi. Các tuyến đường thương mại kết nối ở Đông Nam Á liên kết Madagascar với Hoa Kỳ (để bán rùa, vượn cáo và các loài linh trưởng khác), Campuchia với Nhật Bản (để bán culi chậm làm vật nuôi) và bán nhiều loài cho Trung Quốc.
Bất chấp luật pháp quốc tế và địa phương được thiết kế để trấn áp việc buôn bán, động vật sống và các bộ phận của động vật - thường là những loài có nguy cơ tuyệt chủng hoặc bị đe dọa được bán ở các chợ trời khắp châu Á Động vật bị buôn bán cuối cùng sẽ được coi là chiến lợi phẩm, hoặc nằm trong các nhà hàng đặc sản. Một số được sử dụng trong y học cổ truyền Trung Quốc (TCM). Bất chấp tên gọi, TCM được áp dụng rộng rãi khắp Đông và Đông Nam Á, trong cả cộng đồng người Hoa và người không gốc Hoa.
Hoạt động buôn bán cũng bao gồm nhu cầu về các vật nuôi ngoại lai, đặc biệt là chim và tiêu thụ động vật hoang dã  lấy thịt. Một lượng lớn rùa nước ngọt, rùa, rắn, tê tê và kỳ đà được tiêu thụ làm thịt ở châu Á, trong đó có các nhà hàng đặc sản có động vật hoang dã là món ăn dành cho người sành ăn. Liên quan đến buôn bán vật nuôi ngoại lai, động vật hoang dã bị nuôi nhốt được giữ trong các khu bảo tồn có liên quan đến buôn bán động vật hoang dã bất hợp pháp. Ở Thái Lan, chùa Hổ đã bị đóng cửa vào năm 2016 do bị cáo buộc lén lút trao đổi hổ. 

### Ở châu Phi
Nhiều loài vật châu Phi bị buôn bán cả trong nước và quốc tế. Hệ động vật khổng lồ hấp dẫn nằm trong số các loài thường được buôn bán có nguồn gốc từ lục địa châu Phi bao gồm voi châu Phi, tê tê, tê giác, báo và sư tử. Các động vật khác như kền kền đóng một vai trò quan trọng trong thương mại, cả trong nước và quốc tế. Ở phía bắc Botswana, lượng xác voi được tìm thấy đã tăng khoảng 6 lần trong năm 2014 - 2018 và quốc gia này đã hợp pháp hóa hoạt động săn bắt voi vào tháng 5 năm 2019. Cùng lúc đó, những con voi bắt đầu chết vì một căn bệnh bí ẩn có thể gây nguy hiểm cho con người.
Maroc được xác định là quốc gia trung chuyển động vật hoang dã di chuyển từ châu Phi sang châu Âu do có đường biên giới lỏng lẻo với Tây Ban Nha. Động vật hoang dã có mặt ở các chợ như một đạo cụ chụp ảnh, bán để trang trí, dùng trong y học, bán làm vật nuôi và dùng để trang trí cửa hàng. Một số lượng lớn các loài bò sát được bán ở chợ, đặc biệt là rùa cạn. Mặc dù báo hoa mai rất có thể đã bị khai thác khỏi Ma-rốc, nhưng da của chúng thường xuyên được bày bán công khai như một sản phẩm thuốc hoặc vật trang trí trên thị trường.

### Ở Nam Mỹ
Khối lượng động vật buôn bán tại đây có thể lớn hơn ở Đông Nam Á và hoạt động buôn bán động vật ở Mỹ Latinh cũng khá phổ biến. Trong các khu chợ ngoài trời Amazon ở Iquitos và Manaus, nhiều loại động vật rừng nhiệt đới được bày bán công khai làm thịt, chẳng hạn như chuột lang aguti, lợn cỏ pêcari, rùa, trứng rùa, cá da trơn, v.v. Ngoài ra, nhiều loài được bán làm thú cưng. Việc dân làng dọc Amazon nuôi vẹt và khỉ làm thú cưng là chuyện bình thường. Nhưng việc bày bán những người “bạn đồng hành” này ở các chợ mở thì tràn lan. Để bán chúng, việc bắt linh trưởng con, khỉ đuôi dài, khỉ nhện, khỉ saki, v.v., thường đòi hỏi phải bắn linh trưởng mẹ ra khỏi ngọn cây với  đứa con đang bám vào nó; con non có thể sống sót hoặc không sau cú ngã.
Với dân số ngày càng tăng, những hoạt động như vậy có tác động nghiêm trọng đến tương lai của nhiều loài đang bị đe dọa. Hoa Kỳ là một điểm đến phổ biến của các loài động vật rừng nhiệt đới Amazon. Chúng được buôn lậu qua biên giới giống như cách mà ma túy được buôn bán bất hợp pháp - trong thùng xe hơi, trong vali, trong thùng được ngụy trang thành một thứ khác. Ở Venezuela, hơn 400 loài động vật dính líu đến việc săn bắn tự cung tự cấp, buôn bán trong nước và quốc tế (bất hợp pháp). Các hoạt động này phổ biến và có thể xuất hiện ở nhiều vùng, mặc dù chúng được thúc đẩy bởi các thị trường khác nhau và nhắm đến các loài khác nhau

### Trực tuyến
Thông qua cả thị trường Web chìm-deep web (được bảo vệ bằng mật khẩu, được mã hóa) và dark web (trình duyệt cổng thông tin đặc biệt), người tham gia có thể mua bán và giao dịch các vật bất hợp pháp, bao gồm cả sinh vật hoang dã. Tuy nhiên số lượng hoạt động vẫn không đáng kể so với số lượng trên web mở hoặc web bề mặt. Như đã nêu trong một cuộc kiểm tra các từ khóa của công cụ tìm kiếm liên quan đến buôn bán động vật hoang dã trong một bài báo được xuất bản bởi Conservation Biology, "Mức độ hoạt động không đáng kể liên quan đến buôn bán trái phép động vật hoang dã trên web đen so với hoạt động buôn bán công khai và ngày càng tăng trên web bề mặt có thể cho thấy sự thực thi thiếu thành công đối với việc buôn bán trái phép động vật hoang dã trên mạng bề mặt.". Một nghiên cứu được thực hiện bởi Quỹ Quốc tế về Phúc lợi Động vật (Ifaw) vào năm 2018 cho thấy việc mua bán trực tuyến động vật hoang dã nguy cấp (nằm trong danh sách của Công ước toàn cầu về buôn bán quốc tế các loài nguy cấp) đã lan tràn khắp châu Âu. Ngà voi chiếm gần 20% các mặt hàng được cung cấp

## Các tổ chức toàn cầu
- Mạng lưới thực thi động vật hoang dã ASEAN
- Quỹ quốc tế về phúc lợi động vật
- Liên minh Bảo tồn Thiên nhiên Quốc tế (IUCN)
- Phòng thí nghiệm pháp y về cá và động vật hoang dã quốc gia Clark R. Bavin
- Tổ chức FREELAND
- Mạng lưới Thực thi Động vật Hoang dã Nam Á (SAWEN)
- Mạng lưới sinh tồn của các loài
- TRAFFIC, mạng lưới giám sát buôn bán động vật hoang dã
- Liên minh động vật hoang dã
- United for Wildlife
- Chương trình Môi trường Liên Hợp Quốc
- Quỹ Động vật Hoang dã Thế giới về Thiên nhiên

## Buôn bán động vật hoang dã hợp pháp

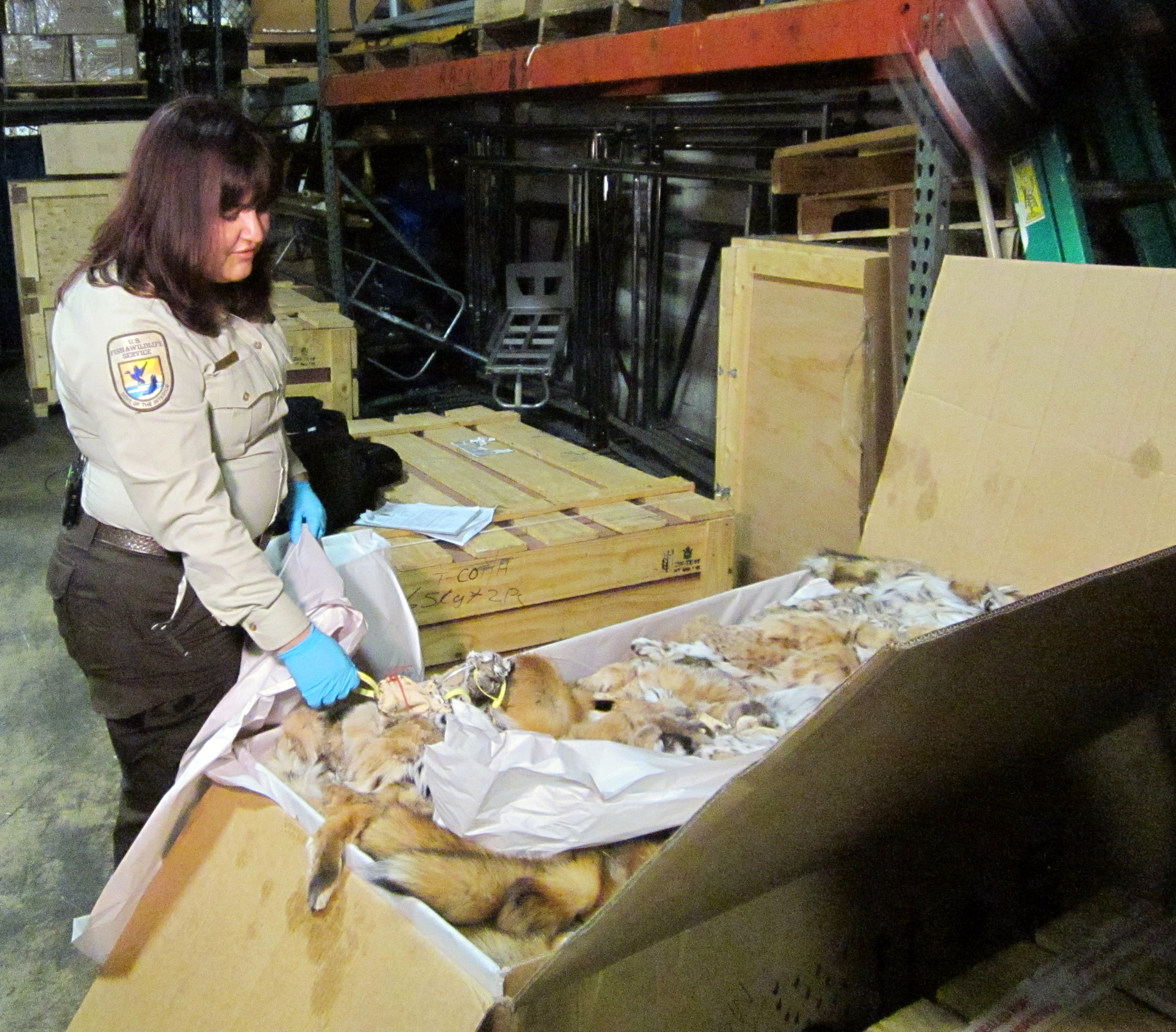
Người vận chuyển hợp pháp động vật hoang dã, một hình thức buôn bán động vật hoang dã hợp pháp

Việc buôn bán hợp pháp động vật hoang dã đã xảy ra đối với nhiều loài vì một số lý do, bao gồm buôn bán thương mại, buôn bán vật nuôi cũng như các nỗ lực bảo tồn. Trong khi hầu hết các ví dụ về buôn bán động vật hoang dã hợp pháp là do số lượng quần thể lớn hoặc sinh vật gây hại, có khả năng sử dụng buôn bán hợp pháp để giảm buôn bán bất hợp pháp đe dọa nhiều loài. Hợp pháp hóa việc buôn bán các loài có thể cho phép thu hoạch động vật có quy định hơn và ngăn chặn việc khai thác quá mức bất hợp pháp. Nhiều nhà môi trường học, nhà khoa học và nhà động vật học trên khắp thế giới hầu hết đều chống lại việc hợp pháp hóa việc buôn bán vật nuôi của các loài xâm lấn hoặc loài du nhập, vì việc thả chúng vào tự nhiên, dù cố ý hay không, có thể cạnh tranh với các loài bản địa, và dẫn đến nguy cơ tuyệt chủng. Một số ví dụ về sự thành công như:

### Châu Úc
Việc buôn bán cá sấu ở Úc phần lớn đã thành công. Cá sấu nước mặn (Crocodylus porosus) và cá sấu nước ngọt (Crocodylus johnstoni) được liệt kê theo Phụ lục II của Công ước CITES. Việc thu hoạch cho thương mại những con cá sấu này được thực hiện ở Lãnh thổ phía Bắc, Queensland và Tây Úc, bao gồm thu hoạch từ các quần thể hoang dã cũng như các chương trình nuôi nhốt được phê duyệt dựa trên hạn ngạch do chính phủ Úc quy định.
Chuột túi hiện đang được thu hoạch hợp pháp để buôn bán thương mại và xuất khẩu ở Úc. Việc thu hoạch chuột túi để buôn bán hợp pháp không diễn ra trong các Công viên Quốc gia và được xác định theo hạn ngạch do các cơ quan chính quyền bang quy định. Có một số loài được đưa vào buôn bán bao gồm: 
- Chuột túi đỏ (Macropus rufus)
- Chuột túi xám phương Đông (M. giganteus)
- Chuột túi xám phương Tây (M.fuliginosus)
- Chuột túi chung (M. robustus)

### Tại Bắc Mỹ
Cá sấu đã được buôn bán thương mại ở Florida và các bang khác của Mỹ như một phần của chương trình quản lý.

### Sự hợp pháp hóa
Hội nghị lần thứ 15 của các thành viên của Công ước CITES được tổ chức tại Doha, Qatar vào tháng 3 năm 2010. Theo Công ước về buôn bán quốc tế các loài nguy cấp (CITES), các loài được liệt kê trong Phụ lục I bị đe dọa tuyệt chủng và việc buôn bán thương mại các mẫu vật bị đánh bắt tự nhiên hoặc các sản phẩm có nguồn gốc từ chúng bị cấm. Quy tắc này áp dụng cho tất cả các loài bị đe dọa tuyệt chủng, trừ những trường hợp ngoại lệ Các loài có nguy cơ tuyệt chủng được liệt kê trong Phụ lục II và III không bị cấm buôn bán, tuy vậy, các thành viên phải cung cấp bằng chứng chứng tỏ rằng các loài vật tự nhiên sẽ không bị khai thác không vì mục đích buôn bán. Các mẫu vật thuộc các loài thuộc Phụ lục I nếu được nuôi nhốt vì mục đích thương mại sẽ được coi là các loài thuộc Phụ lục II. Một ví dụ về điều này là cá sấu nước mặn được nuôi nhốt, với một số quần thể hoang dã được liệt kê trong Phụ lục I và những quần thể khác trong Phụ lục II.